# Porto Covo
Ne doit pas être confondu avec Porto Cervo.
 (janvier 2018).
Porto Covo est l'une des deux « paroisses civiles » (freguesias) de la municipalité de Sines. Elle se trouve sur la côte ouest du Portugal, à environ 170 km de Lisbonne, et est bien connue pour ses plages. Le nom Porto Covo signifie probablement « Port des covos », un covo étant une sorte de nasse pour capturer homards et crabes. 

## Géographie

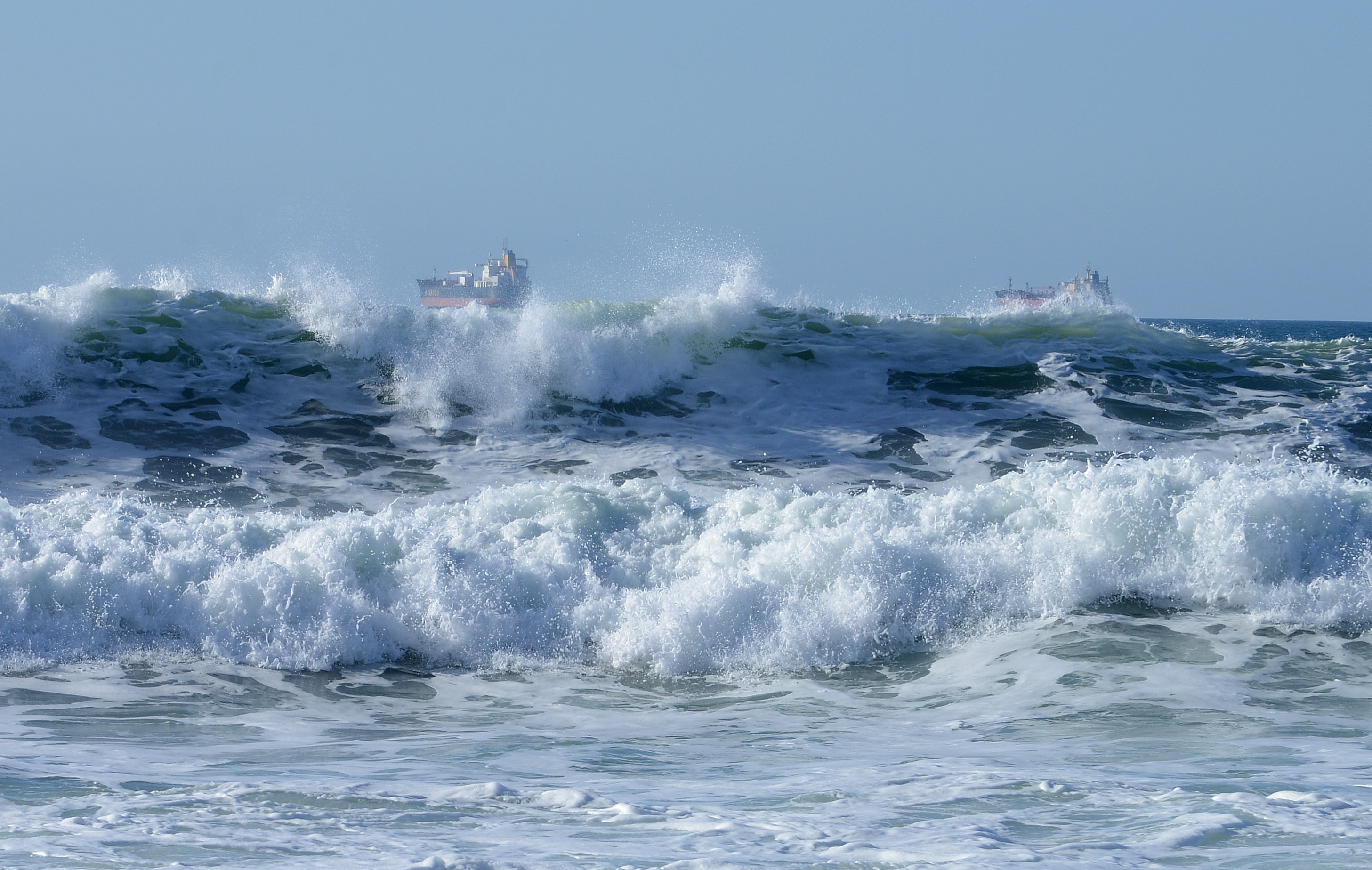
L'océan Atlantique, à l'entrée du port de Sine à Porto Covo. Janvier 2020.

Porto Covo a une superficie de 48,73 km2 et compte environ 1 400 habitants en 2008. La densité de population est de 22,9 hab/km2. Porto Covo se trouve sur la côte à environ 13 km au sud du port de Sines et à 170 km de la capitale, Lisbonne. Au cours des 2 dernières décennies, l'endroit est devenu une destination appréciée des touristes grâce à ses excellentes plages (dont beaucoup ne sont que de petites criques entre les rochers), ses beautés naturelles, et sa gastronomie. Durant l'été, la population décuple quasiment, avec l'arrivée de gens venus de tout le pays vers leur maison de vacances, leur appartement de location, ou le camping. L'île de Pessegueiro, avec son fort, est distinct du territoire de la freguesia de Porto Covo sur le plan géographique.

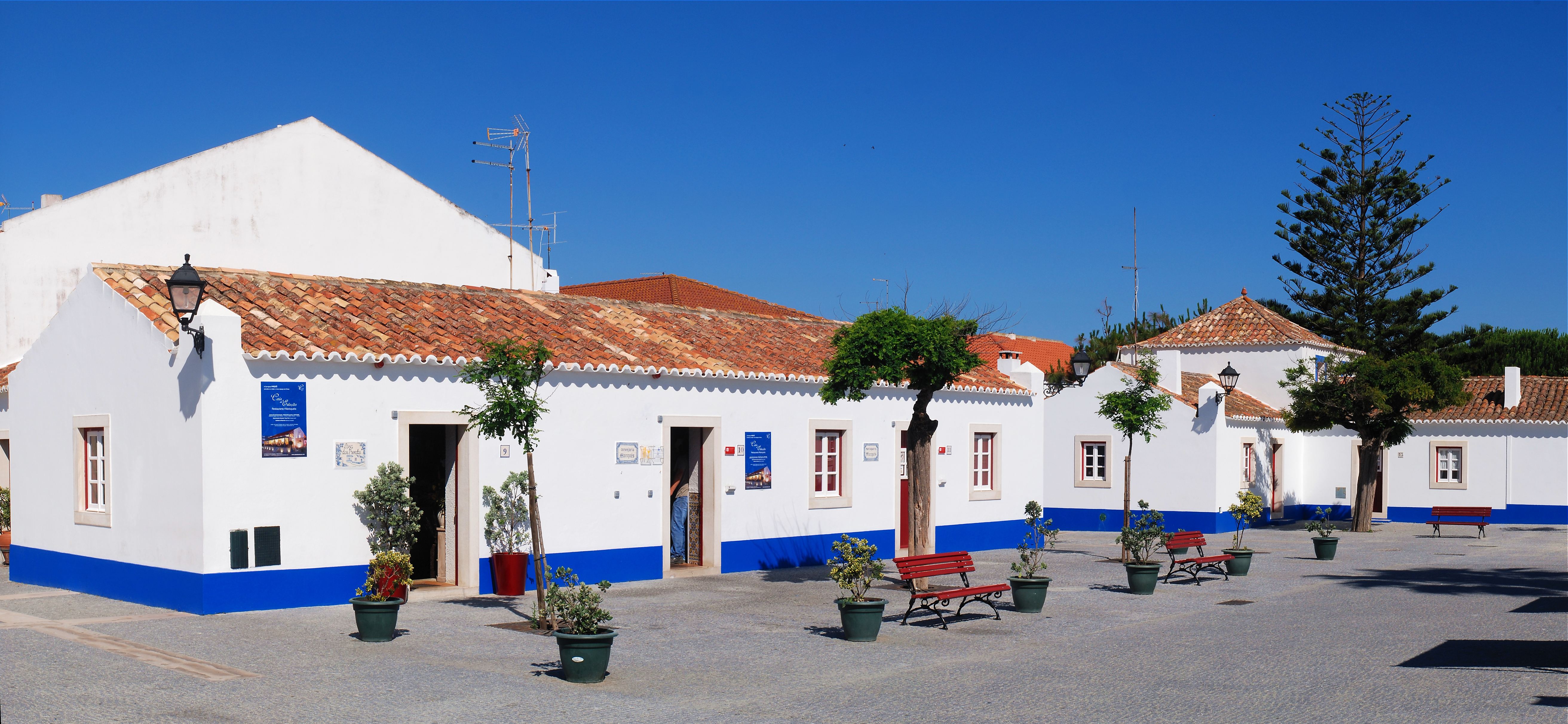
La place principale de Porto Covo, Praça Marquês de Pombal, la place du marquis de Pombal, construite par le baron de Porto Covo à la fin du XVIIIe siècle.

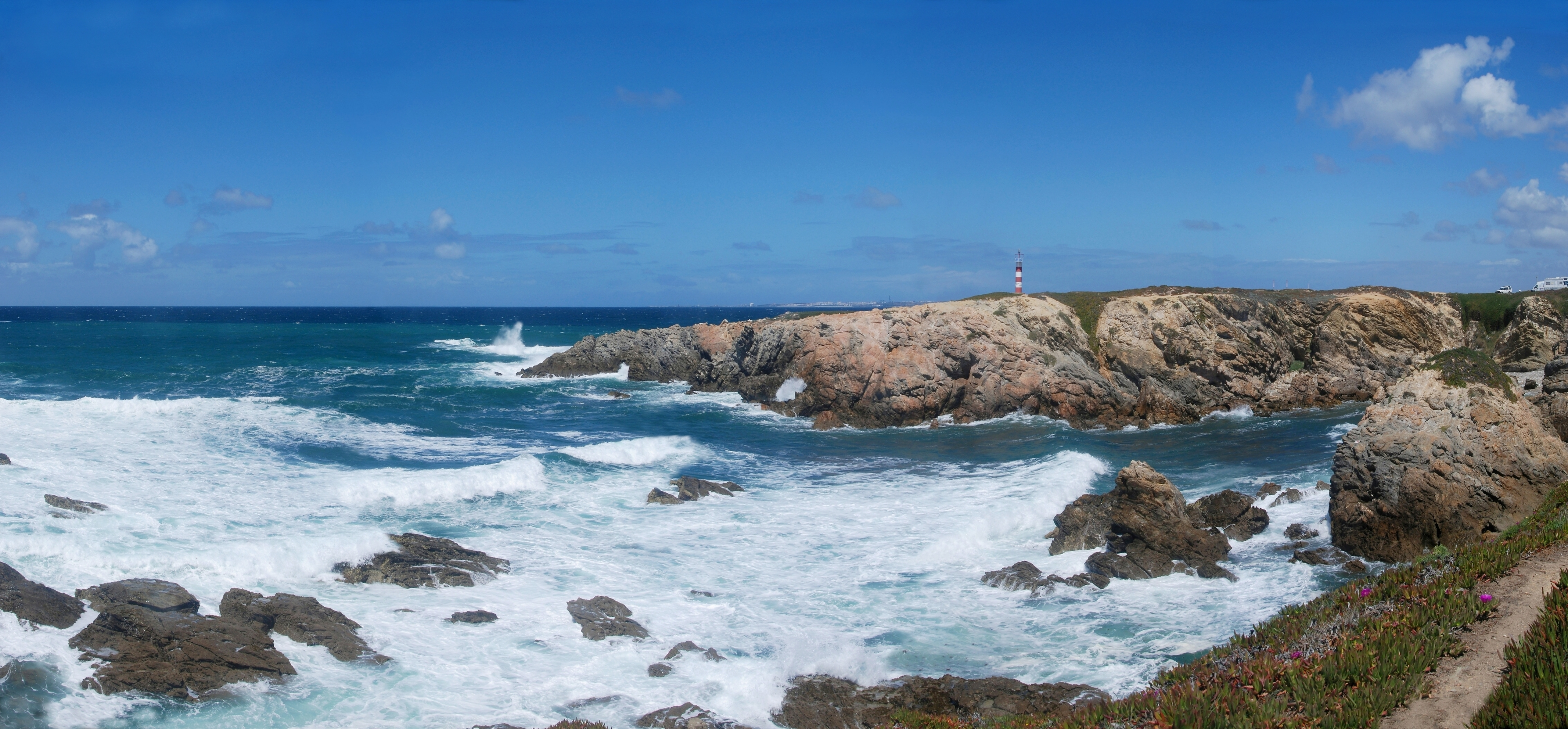
L'océan Atlantique, vu de Porto Covo.

## Histoire

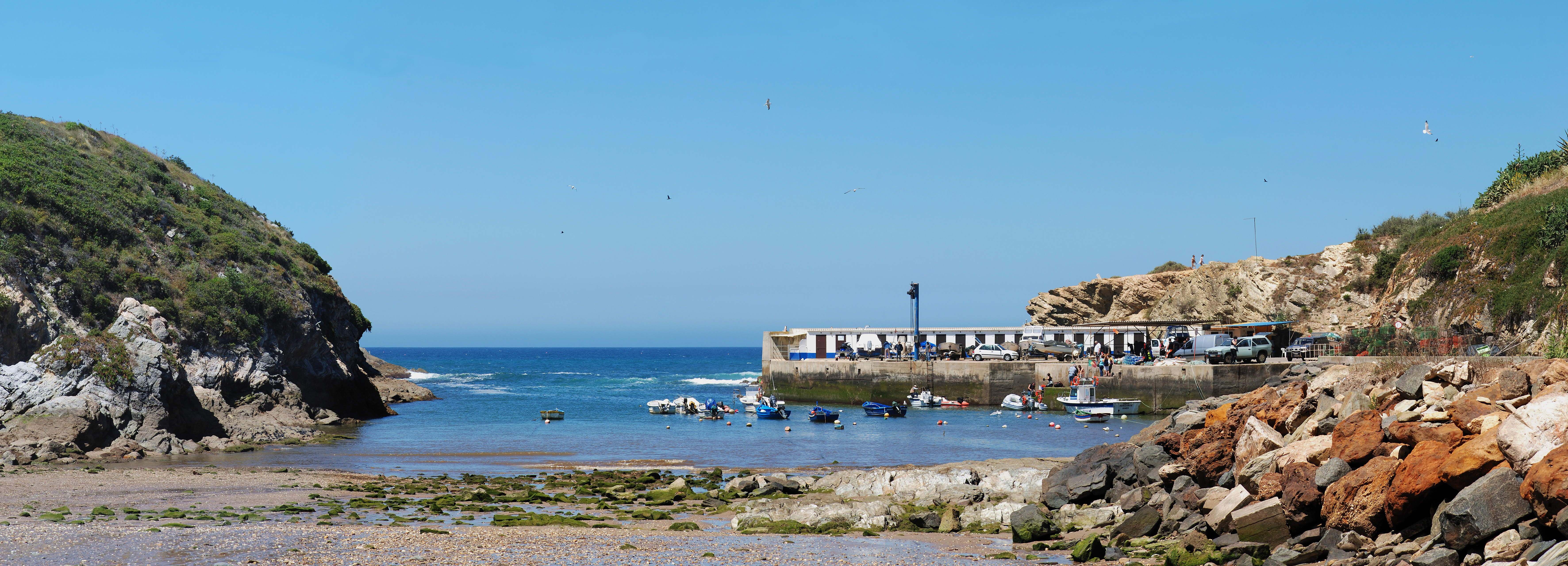
Le port de Porto Covo, vu de l'est.

Au début du XVIIIe siècle, Porto Covo était un très petit village du littoral qui vivait de la pêche et du commerce. Cependant, son petit port était beaucoup tributaire des conditions climatiques et, lorsque le temps était mauvais, on ne pouvait sans risques ni entrer ni sortir du port. Vers la fin du siècle, un riche bourgeois de la capitale, Fernandes Bandeira, commença à s'intéresser à l'endroit, et encouragea ses activités de pêche et ses activités agricoles, ainsi que la rénovation du village. Ses efforts furent reconnus par la Cour, et il fut fait baron de Porto Covo, en 1804.
Près du village se trouvent deux forteresses de la fin du XVIe siècle, à l'époque du règne du roi Philippe Ier de Portugal (Philippe II d'Espagne) : l'une se trouve sur l'île de Pessegueiro, et est aujourd'hui en ruines ; l'autre se trouve sur la côte juste en face. Toutes deux furent construites pour contribuer à la défense et à la surveillance de la zone, qui était supposée devenir un grand port maritime.
La paroisse de Porto Covo fut officiellement créée le 31 décembre 1984. L'île de Pessegueiro fait partie de la paroisse. Jusqu'à cette date, ce n'était que l'un des districts portant ce nom. Une chanson de Rui Veloso a pris le nom de ces freguesias et les a fait connaître du peuple portugais.